# Valbrevenna
Valbrevenna là một đô thị ở tỉnh Genova thuộc vùng Liguria, nằm ở vị trí cách khoảng 15 km về phía đông bắc của Genova. Tại thời điểm ngày 31 tháng 12 năm 2004, đô thị này có dân số 764 người và diện tích là 35,2 km².
Valbrevenna giáp các đô thị sau: Carrega Ligure, Casella, Crocefieschi, Montoggio, Propata, Savignone, Torriglia, Vobbia.